# Tias Baianas

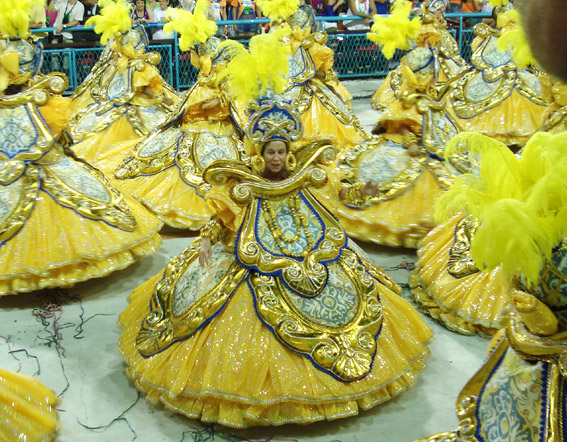
Aile des bahianaises défilant au Sambódromo de Rio de Janeiro, en 2008. Noir, blond, brun, toutes les couleurs du Brésil sont les bienvenues dans cet hommage que les écoles de samba rendent aux grandes dames du carnaval.

Les Tias Baianas (litt. : tantes bahianaises) sont le nom donné aux dames noires, dont beaucoup sont originaires de Bahia, qui vivaient à Rio de Janeiro à la fin du XIXe siècle.
Femmes noires de Salvador et du Recôncavo bahianais, les tias baianas fondent les premiers terreiros de candomblé, introduisent le jeu des buccins (pt) et diffusent dans la ville les mystères des religions des matrices africaines de la tradition Jeje-Nagô. Outre le candomblé, les résidences ou terreiros des tias baianas accueillaient diverses activités communautaires, comme la cuisine et les pagodes, où s'est développée la samba urbaine de Rio,.
Certaines se démarquent et deviennent plus connues, comme Sadata, Bibiana, Fê, Rosa Olé, Amélia do Aragão, Veridiana, Mônica, Perciliana de Santo Amaro et Ciata,, devenue la grande dame des communautés noires du Brésil post-abolition et l'une des principales défenseures de la samba après avoir ouvert les portes de sa maison aux réunions de sambistas pionnières alors que la pratique était encore interdite par la loi,.
L'existence obligatoire, encore aujourd'hui, de l'aile des Bahianas dans les écoles de samba de Rio de Janeiro et du Brésil, montre l'importance de ces dames pour l'organisation du carnaval de Rio de Janeiro.